# Кристин Кангалу
Кристин Карла Кангалу (1 грудня 1961 , Сан-Фернандо ) — тринідадський політик, президент Тринідаду і Тобаго. 
Вона була президентом Сенату Тринідаду і Тобаго з 2015 року до своєї відставки, щоб балотуватися на посаду президента у 2023 році. 
Вона єдина людина, яка обіймала посади Президента та віце-президента Сенату Тринідаду і Тобаго, перша жінка, яка обіймала посаду віце-президент Сенату і третя жінка, яка виконує обов’язки президента Тринідаду і Тобаго та голови Сенату. 
Вона також є другою жінкою на посаді президента Тринідаду і Тобаго. 

Кенгалу була опозиційним сенатором, міністром в канцелярії прем'єр-міністра, міністром з юридичних питань і міністром науки, технологій і вищої освіти 

в попередніх урядах Народного національного руху. 

## Біографія
Народилася в пресвітеріанській індо-тринідадській родині. 

Закінчила Університет Вест-Індії та Школу права Х'ю Вудінга та здобула ступінь юриста. 
12 січня 2001 року вперше стала членом парламенту як опозиційний сенатор під час перебування на посаді лідера опозиції Патріка Меннінга. 

Потім обіймала посаду віце-президента Сенату, а потім міністра в канцелярії прем'єр-міністра у 2002 році. 
Потім була призначена міністром юридичних справ у 2005 році. 

На парламентських виборах у Тринідаді і Тобаго 2007 року, була обрана до Палати представників як кандидат від Народного національного руху (PNM) у Пуент-а-П’єрі та працювала міністром науки, технологій та вищої освіти. 

 
23 вересня 2015 року її обрали президентом Сенату. 